# Lycaeides laria
Lycaeides laria är en fjärilsart som beskrevs av Ruggero Verity 1938. Lycaeides laria ingår i släktet Lycaeides och familjen juvelvingar. Inga underarter finns listade i Catalogue of Life.